# Sacheverell Sitwell
Sacheverell Sitwell (Scarborough (Yorkshire du Nord) 1897-Towcester 1988), 6e baronnet, est un poète et essayiste anglais, frère cadet de Dame Edith Sitwell et de Sir Osbert Sitwell, eux-mêmes poètes. D'un style plus traditionnel que ses aînés, il a publié ses Selected Poems en 1948.
Connu pour ses récits de voyage et ses ouvrages sur l'architecture baroque, Sacheverell Sitwell est l'auteur de plusieurs livres de critique d'art consacrés à la peinture et à la musique, dont Mozart (1932), A Life of Liszt (1936), La Vie parisienne (1937) et Sacred and Profane Love (1940).

## Biographie

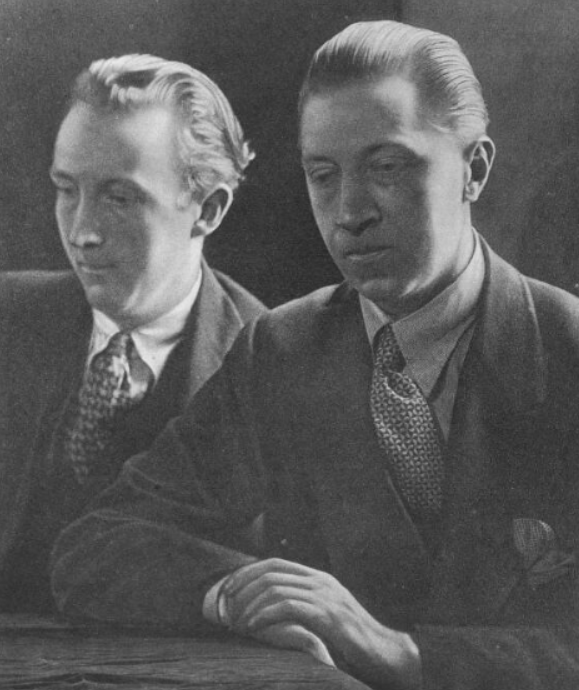
Sacheverell (à gauche) et Osbert Sitwell en 1925.

Sacheverell Sitwell était troisième et plus jeune enfant de Sir George Reresby Sitwell, 4e baronnet de Renishaw Hall. Sa mère était Dame Ida Emily Augusta Denison, fille du comte de Londesborough et petite-fille d'Henry Somerset, 7e duc de Beaufort. Elle affirmait descendre des Plantagenêts par les femmes.
Né à Scarborough, dans le Yorkshire, il passa ses premières années dans le Derbyshire. Après ses études à Eton College, il servit dans les Grenadier Guards de l'armée britannique au cours de la Première Guerre mondiale.

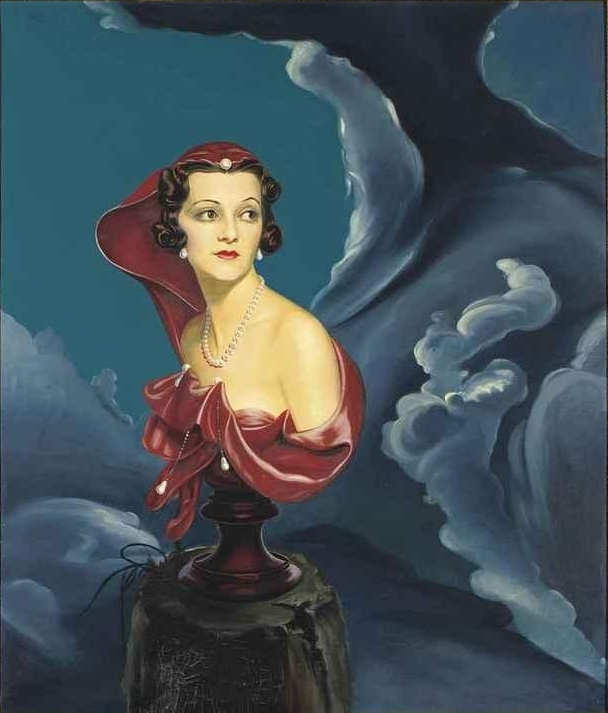
Georgia Doble, par William Acton (1906-1945).

Après la guerre, il continua ses études au fameux Balliol College, puis à l'université d'Oxford, mais ne termina pas son diplôme car il préféra s'engager dans les activités littéraires d'Osbert et d'Edith. En 1925, il épousa une Canadienne, Georgia Doble (1906-1980), dont il eut deux fils : Reresby (1927-2009) et Francis (1935-2004).
Constant Lambert mit en musique The Rio Grande, l'un de ses poèmes, qui fut diffusé à la radio en 1929.
Comme sa poésie était sévèrement critiquée par ceux qui n'aimaient pas les Sitwell en général, et bien que Canons of Giant Art soit une œuvre majeure, il refusa de publier ses poèmes pendant de nombreuses années. En 1967, Derek Parker publia une sélection de ses textes dans l'édition estivale de la Poetry Review comprenant son élégie pour sa sœur Edith.
Avec les années, il se montra de plus en plus réticent à la publicité attachée aux Sitwell, et se contenta de voyager et de se consacrer à l'écriture. Il devint le 6e baronnet de Renishaw Hall en 1969, héritant du titre à la mort d'Osbert. Veuf en 1980, il fut fait Companion of Honour en 1984. Sa résidence principale était Weston Hall, dans le Northamptonshire, maison familiale où il mourut en 1988. Son fils aîné, Sir Reresby, succéda au titre, devenant le 7e baronnet.

## Œuvres
- The People's Palace (1918) poems
- The Hundred and One Harlequins (1922) poems
- Southern Baroque Art: a Study of Painting, Architecture and Music in Italy and Spain of the 17th & 18th Centuries (1924)
- The Thirteenth Caesar (1924) poems
- German Baroque Art (1927)
- The Cyder Feast (1927) poetry
- All At Sea: A Social Tragedy in Three Acts for First-Class Passengers Only (1927) with Osbert Sitwell
- The Gothick North: a Study of Mediaeval Life, Art, and Thought.(1929)
- Dr. Donne and Gargantua (1930) poems
- Spanish Baroque Art, with Buildings in Portugal, Mexico, and Other Colonies (1931)
- Mozart (1932)
- Canons of Giant Art: Twenty Torsos in Heroic Landscapes (1933)
- Conversation Pieces: a Survey of English Domestic Portraits and their Painters (1936)
- Narrative Pictures: a Survey of English Genre and its Painters (1938)
- German Baroque Sculpture (1938)
- Roumanian Journey (1938)
- The Romantic Ballet (1938) with C. W. Beaumont
- Old Fashioned Flowers (1939)
- Poltergeists: An Introduction and Examination Followed By Chosen Instances (1940)
- The Homing of the Winds: and other passages in prose. Faber & Faber, London (1942)
- Primitive Scenes and Festivals Faber & Faber, London (1942)
- The Hunters and the Hunted (1948)
- Selected Poems (1948)
- The Netherlands; A Study of Some Aspects of Art, Costume and Social Life (1948)
- Tropical Birds (1948)
- Spain (1950)
- Cupid and the Jacaranda (1952)
- Fine Bird Books (1953) with Handasyde Buchanan and James Fisher
- Truffle Hunt With Sacheverell Sitwell (1953)
- Liszt (1955)
- Denmark (1956)
- Arabesque & Honeycomb (1957)
- Journey to the Ends of Time, etc. (1959)
- British Architects & Craftsmen: survey taste, design, styles 1600-1830 (1960)
- Golden Wall and Mirador: Travels and Observations in Peru (1961)
- Great Houses of Europe, Weidenfeld & Nicolson (1964)
- Monks, Nuns and Monasteries (1965)
- Southern Baroque Revisited (1967)
- Gothic Europe (1969)
- A Background for Domenico Scarlatti, 1685-1757: Written for His Two Hundred and Fiftieth Anniversary (1970)
- Tropicalia (1971) poems
- Agamemnon's Tomb (1972) poems
- For Want of the Golden City (1973)
- Battles of the Centaurs (1973)
- Les Troyens (1973)
- Look at Sowerby's English Mushrooms and Fungi (1974)
- A Notebook on My New Poems (1974)
- All Summer in a Day : An Autobiographical Fantasia (1976)
- Placebo (1977)
- An Indian Summer: 100 recent poems (1982) poems
- Hortus Sitwellianus (1984) with Meriel Edmunds and George Reresby Sitwell
- Sacheverell Sitwell's England (1986) edited by Michael Raeburn

## Source
- (en) Cet article est partiellement ou en totalité issu de l’article de Wikipédia en anglais intitulé « Sacheverell Sitwell » (voir la liste des auteurs).